# Васильцево (Тверская область)
Васильцево — деревня в Торжокском районе Тверской области. Входит в состав Сукромленского сельского поселения.

## История
На карте Мёнде Тверской губернии деревня Васильцева имеет 18 дворов.
Согласно «Списку населённых месте Новторожского уезда» 1889 года деревня входила в Сукромлинскую волость Новоторжского уезда.
Согласно епархиальным сведениям от 1901 и 1914 года жители деревня являлись прихожанами Петропавловской церкви села Загорья.
В 1936—1963 годы являлась центром Васильцевского сельсовета Высоковского района Калининской области.
До 2005 года входила в Альфимовский сельский округ.

## Население
В начале 2008 года в деревне постоянно проживало 2 человека.
| 2010 |
| ---- |
| 1    |